# Graffenrieda ottoschulzii
Graffenrieda ottoschulzii là một loài thực vật có hoa trong họ Mua. Loài này được (Urb. & Ekman) Urb. & Ekman mô tả khoa học đầu tiên năm 1931.